# 1985
Évszázadok: 19. század – 20. század – 21. század
Évtizedek: 1930-as évek – 1940-es évek – 1950-es évek – 1960-as évek – 1970-es évek – 1980-as évek – 1990-es évek – 2000-es évek – 2010-es évek – 2020-as évek – 2030-as évek
Évek: 1980 – 1981 – 1982 – 1983 –  1984 – 1985 – 1986 – 1987 – 1988 – 1989 – 1990

## Események

### Január
- január 1. – Jugoszláviában – az alapvető élelmiszerek és szolgáltatások kivételével – felszabadítják az árakat.

### Február
- február 1. – A RAF tagjai lakásában lelövik az MTU repülőgépmotor-gyár elnökét, Ernst Zimmermannt(wd).[1]

### Március
- március 5. – Az iráni tüzérség megkezdi Baszra városának bombázását.
- március 11. – Mihail Gorbacsovot választják meg a Szovjetunió Kommunista Pártjának főtitkárává.[2]
- március 12. – Az USA és a Szovjetunió Genfben megkezdi az új fegyverzetcsökkentési tárgyalásokat a védelmi és űrrendszerekről, a hadászati és a közepes hatótávolságú atomeszközökről.[3]

### Április
- április 2. – A budai Várban megnyílik az Országos Széchényi Könyvtár.[4]
- április 4.
  - A magyar állami ünnepségen először jelennek meg a történelmi zászlók.
  - A Magyar Néphadsereg utolsó díszszemléje.[5]
- április 26. – További 20 évre kiterjesztik a Varsói Szerződés érvényességi idejét.[3]

### Május
- május 15. – Radovan Vlajković váltja Veselin Đuranovićot a jugoszláv államelnöki székben.[6]
- május 22. – A csehszlovák szövetségi gyűlés ismét Gustáv Husákot választja köztársasági elnökké.[7]
- május 29. – 39 szurkoló veszti életét a brüsszeli Heysel stadionban megrendezett 1985-ös Bajnokok Ligája (BEK) döntőn, mikor is a Liverpool FC és a Juventus szurkolói egymásnak estek a rossz minőségű stadionban és pánik, tömeghisztéria tört ki, mely a labdarúgás történetének egyik legnagyobb tragédiájába torkollott.

### Június
- június 14–16. – A monorierdői kempingben sor kerül a monori találkozóra, a Kádár-rendszer értelmiségi ellenzékének első nagy találkozójára.[4]<>

### Augusztus
- augusztus 15. – 4,9-es erősségű földrengés Berhidán és környékén.
- augusztus 27. – Nigériában Ibrahim Babaginda tábornok – egy újabb államcsíny keretében – elmozdítja Muhammadu Buharit.[8][9]

### Szeptember
- szeptember 1. – Francia és amerikai tudósok megtalálták az 1912-ben elsüllyedt Titanicot Új-Fundlandnál.
- szeptember 13. – Szaúd-Arábia felhagy a kőolaj-kitermelés korlátozásával.[10]
- szeptember 19. – Mostarban usztasákat ítélnek börtönbüntetésre.[11]

### November
- november 6. – Magyarország egész területén bevezetik a szén, a brikett, a koksz és a tűzifa előjegyzésre történő árusítását.
- november 12. – Budapesten betiltják a Kossuth-klubba meghirdetett Reform és demokrácia című kerekasztal-beszélgetés-sorozatot.
- november 19–21. – Mihail Gorbacsov szovjet vezető és Ronald Reagan amerikai elnök először találkoznak Genfben.[3]
- november 21. – Ronald Reagan amerikai elnök tájékoztatja az Észak-atlanti Tanács soron kívüli ülésén részt vevő állam- és kormányfőket Gorbacsovval folytatott genfi tárgyalásairól.[3]
- november 22. – Felavatják az M5 autópálya első szakaszát, mely Budapestet és Ócsát köti össze.[4]<>
- november 29. – Svédország és Magyarország eltörli a két ország közötti vízumkényszert.

### December
- december 25. – Agacseri háború: határháború Mali és Burkina Faso között.

### Határozatlan dátumú események
- január eleje – Árfelszabadítás Jugoszláviában, ahol csak az alapvető élelmiszerek, az energia, a postai és vasúti szolgáltatások árát ellenőrzik.[12]
- január – 
  - Fagyhullám Olaszországban
  - Magyarországon a Minisztertanács a nagy hideg és a Szovjetunióból érkező energiahordozó-szállítmányok megritkulása miatt energiatakarékossági intézkedéseket rendel el.[13]
- március – Richard Matthew Stallman (RMS) közreadja a GNU Kiáltványt és ezzel létrejönnek a szabad licencek által szabadon terjeszthető kulturális tartalmakra épülő szabad információs társadalom alapjai.
- november – Egyesítik Esztergomot és Pilisszentléleket.
- december – Jugoszláviában 94 albán szélsőséges nacionalistát tartóztatnak le.[14]

## Az év témái

### 1985 a légi közlekedésben
- június 14. – A Trans World Airlines 847-es járatának eltérítése
- november 1. – Megnyílik a Ferihegyi repülőtér 2-es terminálja az utazóközönség számára.

### 1985 a sportban
- Július 7-én Taróczy Balázs - Heinz Günthardttal  megnyeri a férfi párost Wimbledonban. Ő lett ezzel az első magyar győztes a tenisz Mekkájában.
- Alain Prost nyeri a Formula–1-es világbajnokságot a McLaren csapattal.
- A Bp. Honvéd SE nyeri az NB1-et. Ez a klub 8. bajnoki címe.

### 1985 a televízióban
- október 6. – felvételről sugározta az MTV1-es csatorna az előző nap (október 5-én) a Budapest Kongresszusi Központban megtartott Magyarország Szépe '85 szépségverseny döntőjét, amelynek győztese Molnár Csilla lett.
- június 17. – elindították a Discovery Channelt.
- Ebben az évben készült el a Garfield rémes-krémes éjszakája (Garfield és barátai - A kalózok szigete) (Garfield's Halloween Adventure).

### 1985 a tudományban
- július 2. – Egy Ariane-1 típusú hordozórakétával indul útnak a Giotto elnevezésű európai űrszonda, amely egy évvel később a Halley-üstökös magjáról készít több színes felvételt.[15]

### 1985 a vasúti közlekedésben
- szeptember 11. – A Moimenta-alcafachei vonatkatasztrófa.

### 1985 új világörökségi helyszínei
- Santiago del Compostela régi városrésze, Spanyolország

### 1985 a zenében
- július 13. – Az etiópiai éhezők megsegítéséért szuperkoncertet rendeznek (Live Aid), mely az egyik legnagyobb nézettségű koncert lesz, ahol felléptek a világ legjobb énekesei.
- november 2. – Megalakul a 100 Tagú Cigányzenekar.
- Megalakul a Guns N’ Roses.
- Agnetha Fältskog: Eyes of a Woman
- Aerosmith: Done with Mirrors
- Amanda Lear: A L
- Bikini: Ezt nem tudom másképp mondani… szeretlek
- Bródy János: Ne szólj szám!
- Céline Dion: C’est pour toi
- Dire Straits: Brothers in Arms
- Dobos Attila: Dobos Attila új dalai
- Dolly Roll:  Happy coctail
- Edda Művek: Edda Művek 5.
- Koós János: Jubileum
- INXS: Listen Like Thieves
- Korda György: Válassz ki egy csillagot
- Első Emelet: Első emelet 2.
- The Beach Boys: The Beach Boys
- Eros Ramazzotti: Cuori Agitati
- Falco: Falco 3
- Fonográf: A búcsú
- Grace Jones: Slave to the Rhythm
- Gloria Estefan: Primitive Love
- Hungária: Rég volt, így volt
- Hungária: Van, aki forrón szereti
- Iron Maiden: Live After Death
- Kate Bush: Hounds of Love
- Kim Carnes: Barking at Airplanes
- Koós János: Jubileum
- Koncz Zsuzsa: Újhold
- Korda György: Válassz ki egy csillagot
- Kovács Kati: Szerelmes levél indigóval
- Laura Branigan: Hold Me
- Modern Talking: The First Album és a Let's Talk About Love
- Napoleon Boulevard: A Solaris együtteshez csatlakozik Vincze Lilla, és november 22-én bemutatkozik a Napoleon Boulevard
- Nick Mason: Profiles
- Paul Young: The Secret of Association
- Pop-tari: Top"85
- Phil Collins: No jacket required
- Red Hot Chili Peppers: Freaky Styley
- Ricchi e Poveri: Dimmi quando
- R-GO: Szeretlek is + nem is
- Robert Plant: Shaken ’n’ Stirred
- Sade: Promise
- Stevie Wonder: In Square Circle
- Supertramp: Brother Where You Bound
- UB40: Baggariddim
- Soltész Rezső: Jókedvű vagyok
- Sepultura: Bestial Devastation
- Sting: The Dream of the Blue Turtles
- Simply Red: Picture Book
- Zalatnay Sarolta: Nem vagyok én apáca (válogatás)
- Tears for Fears: Songs from the Big Chair
- Whitney Houston: Whitney Houston
- Aerosmith: Done with Mirrors

## Születések

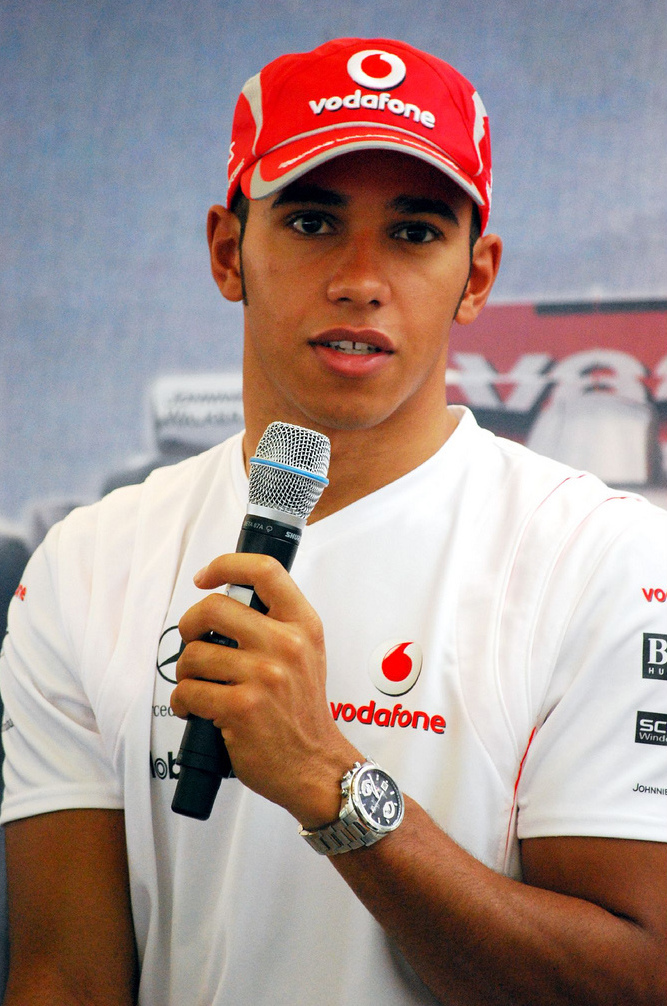
Lewis Hamilton

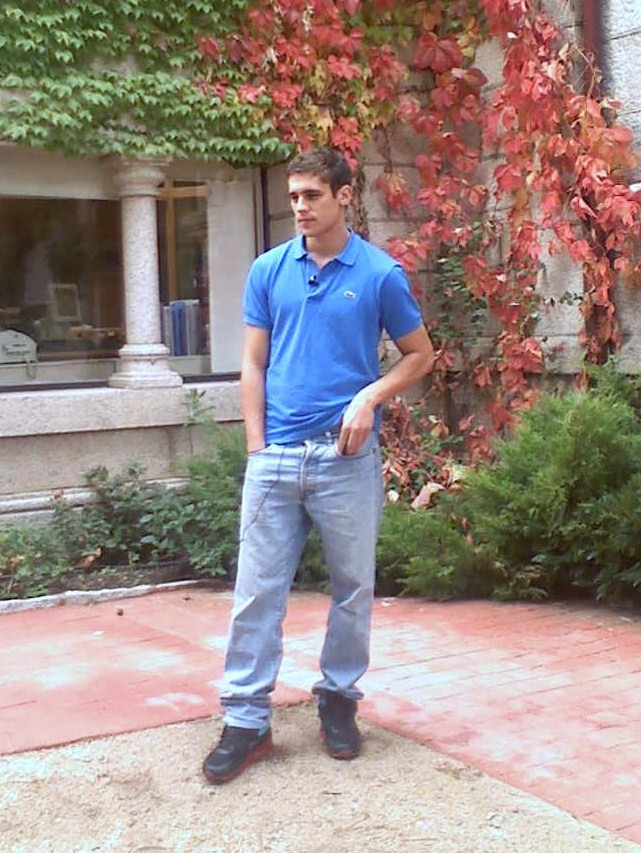
Martín Rivas

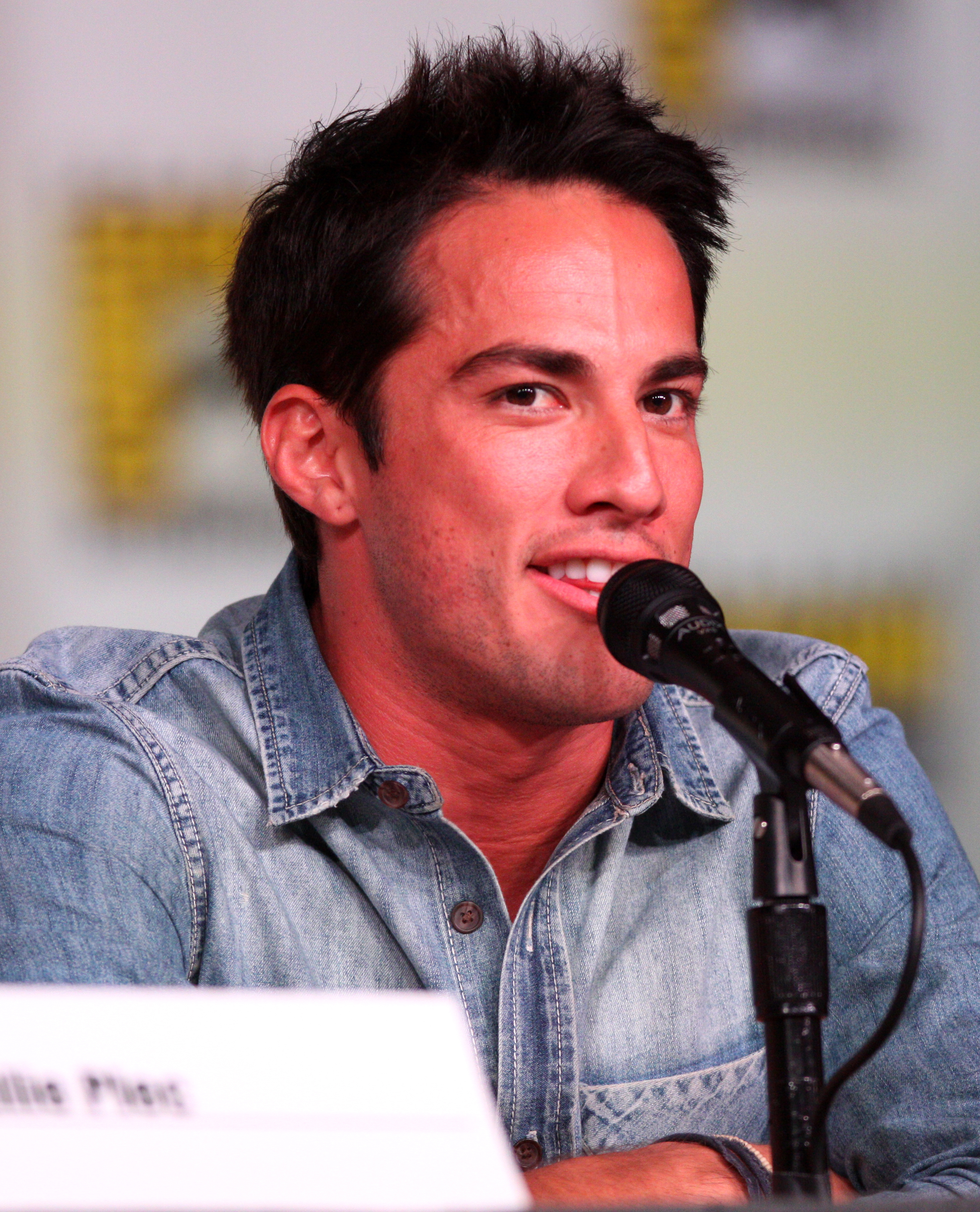
Michael Trevino

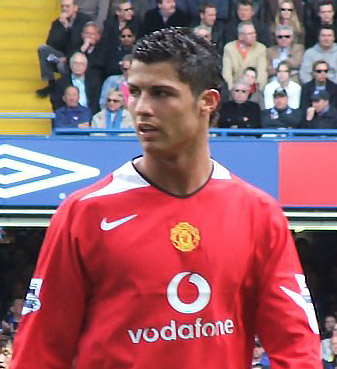
Cristiano Ronaldo

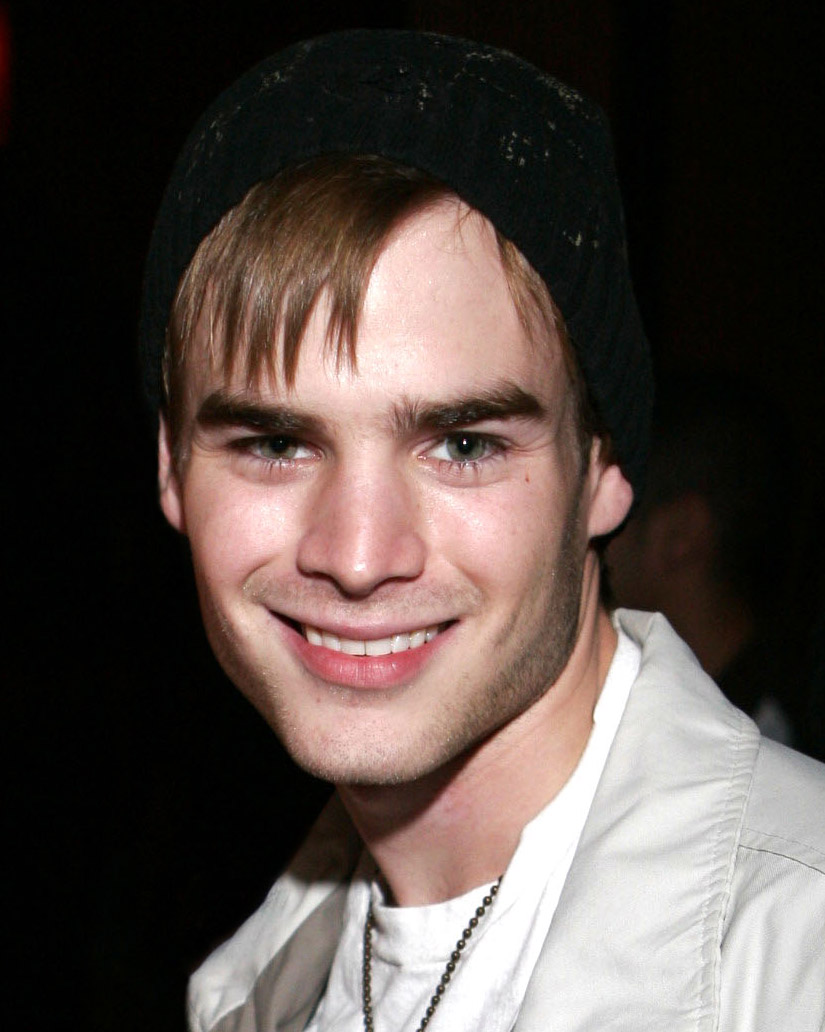
David Gallagher

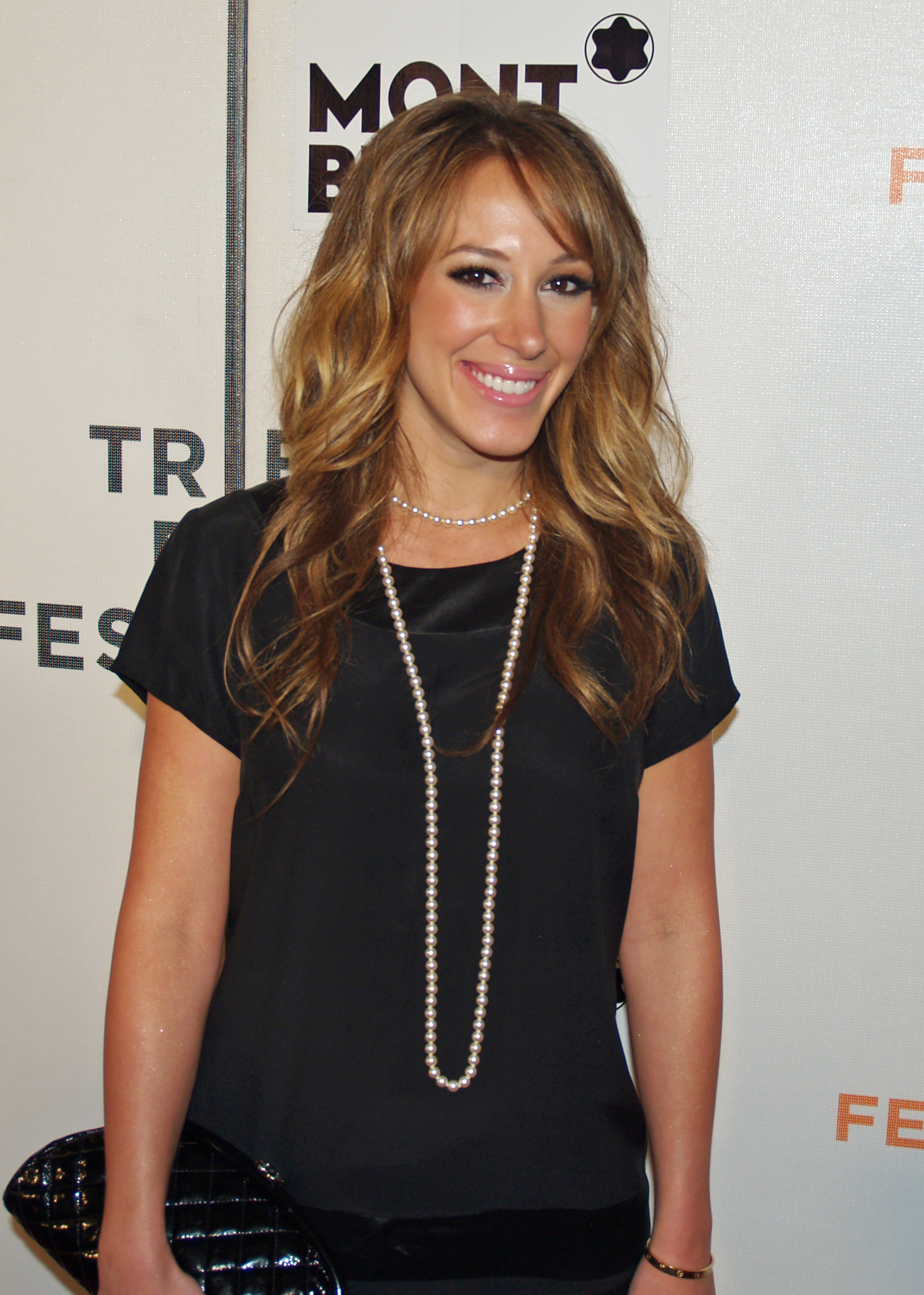
Haylie Duff

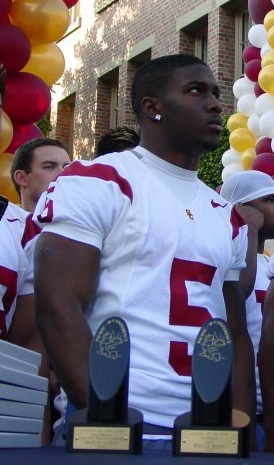
Reggie Bush

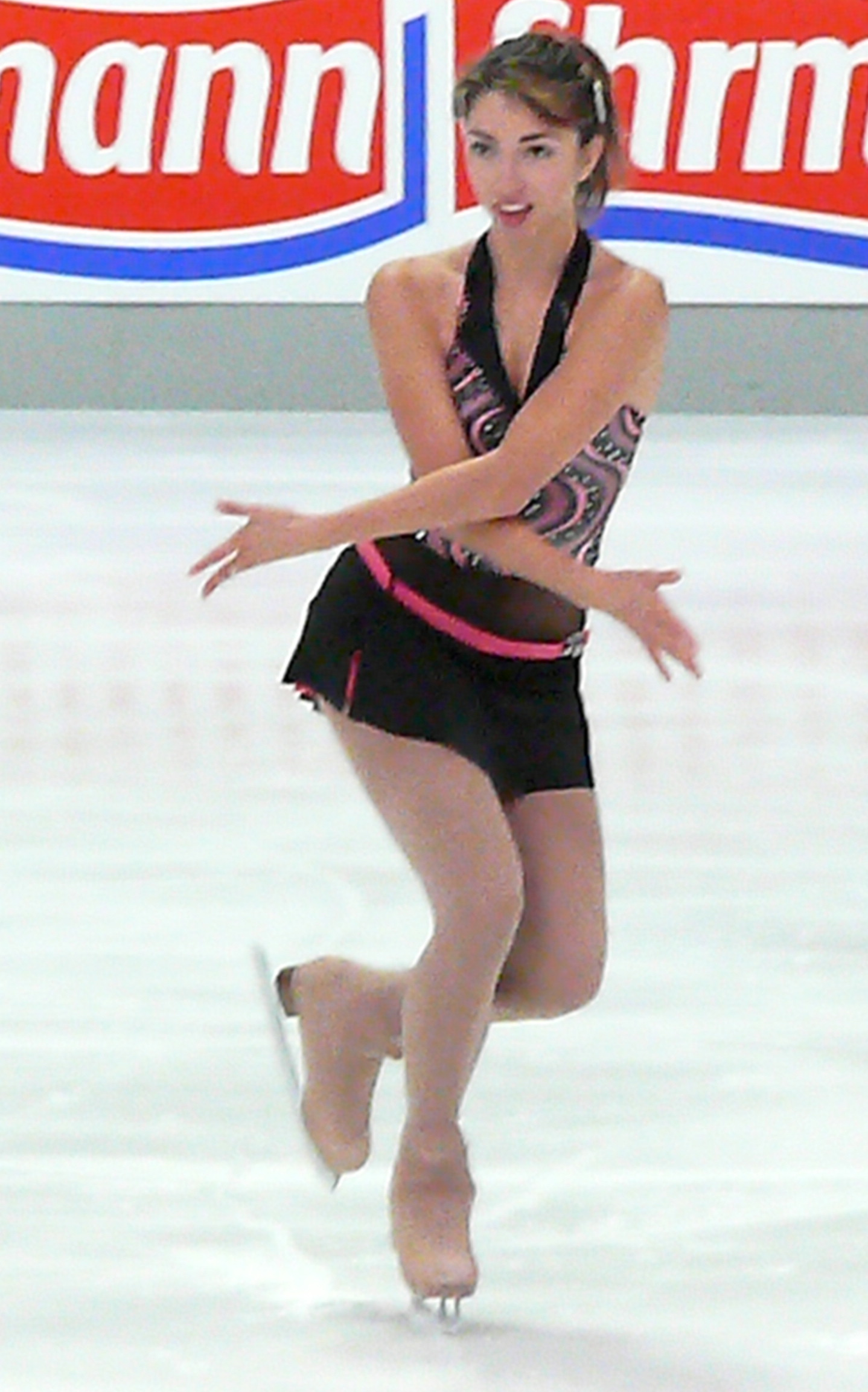
Tuğba Karademir

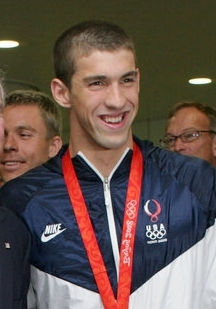
Michael Phelps

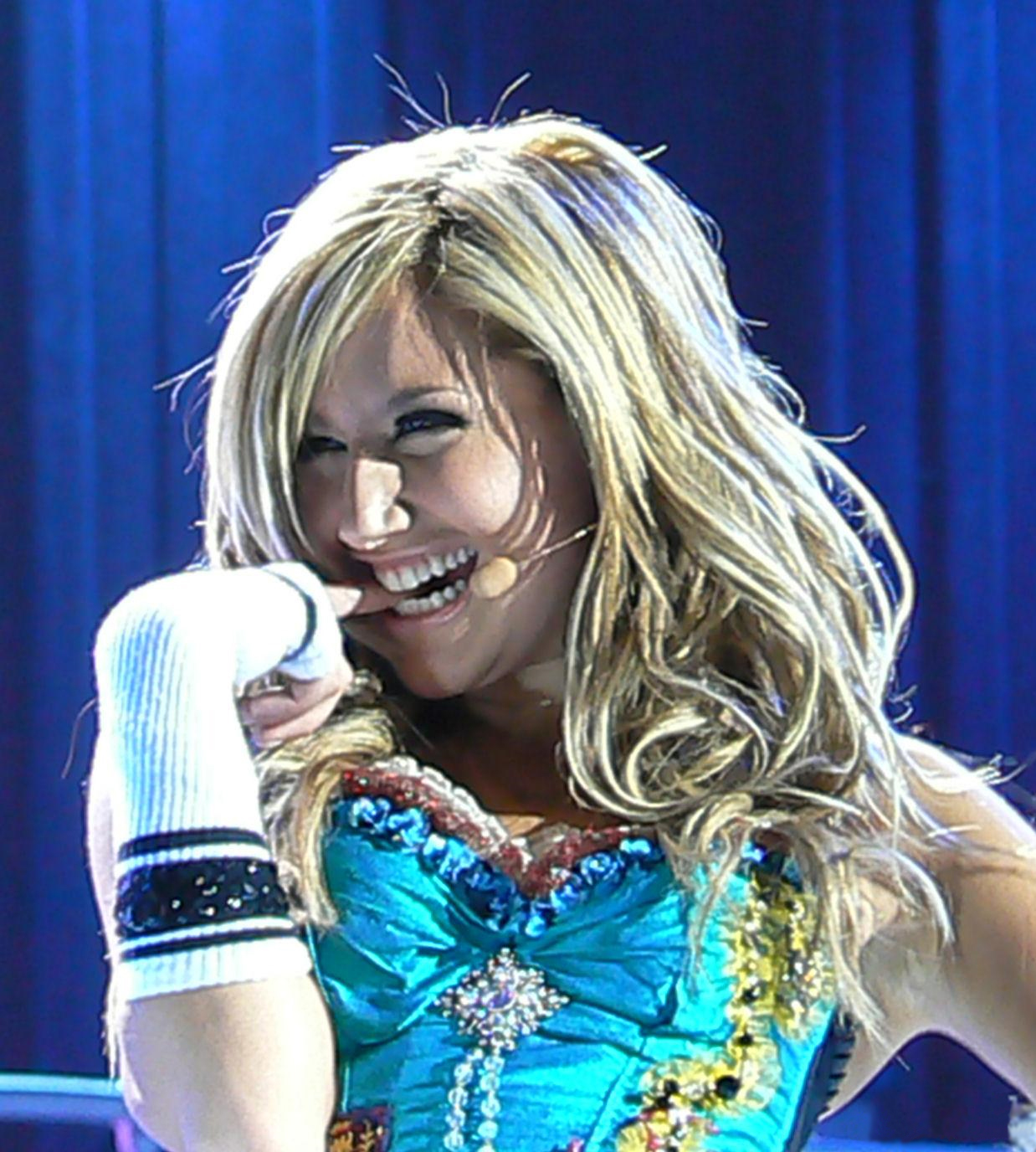
Ashley Tisdale

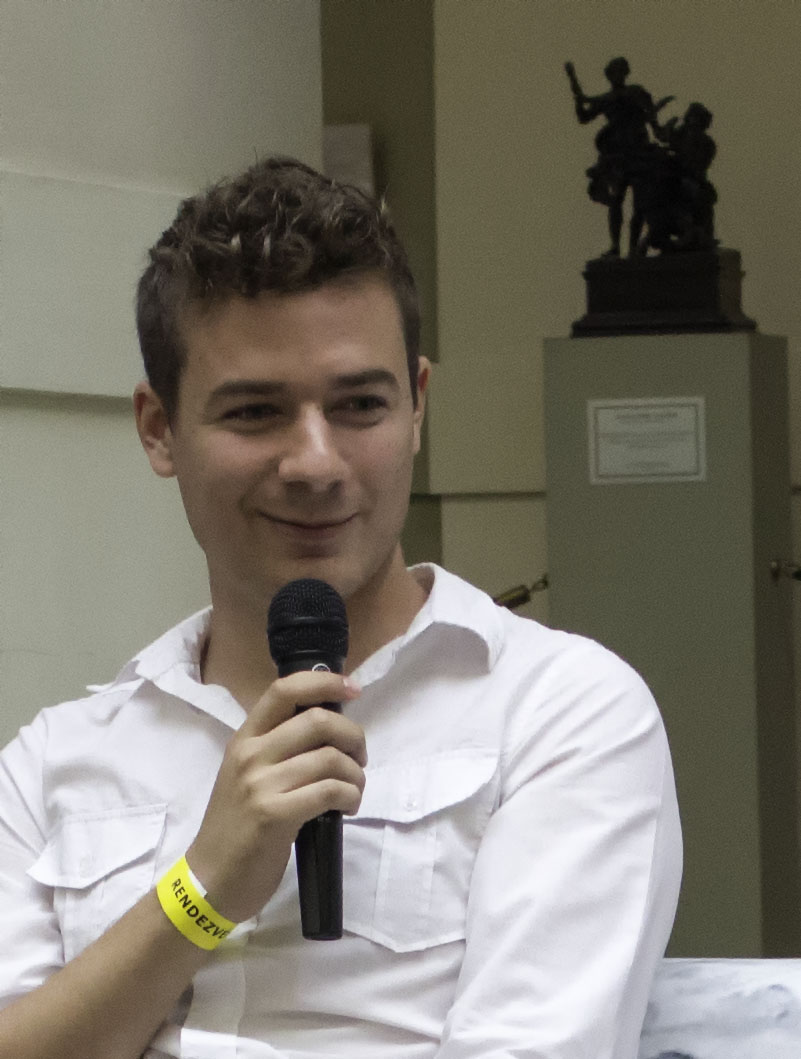
Sin Oliver

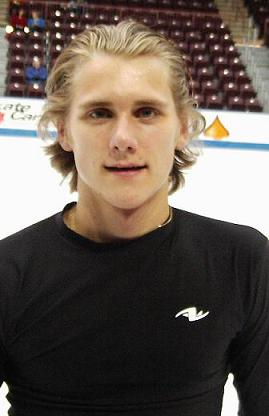
Andrei Griazev

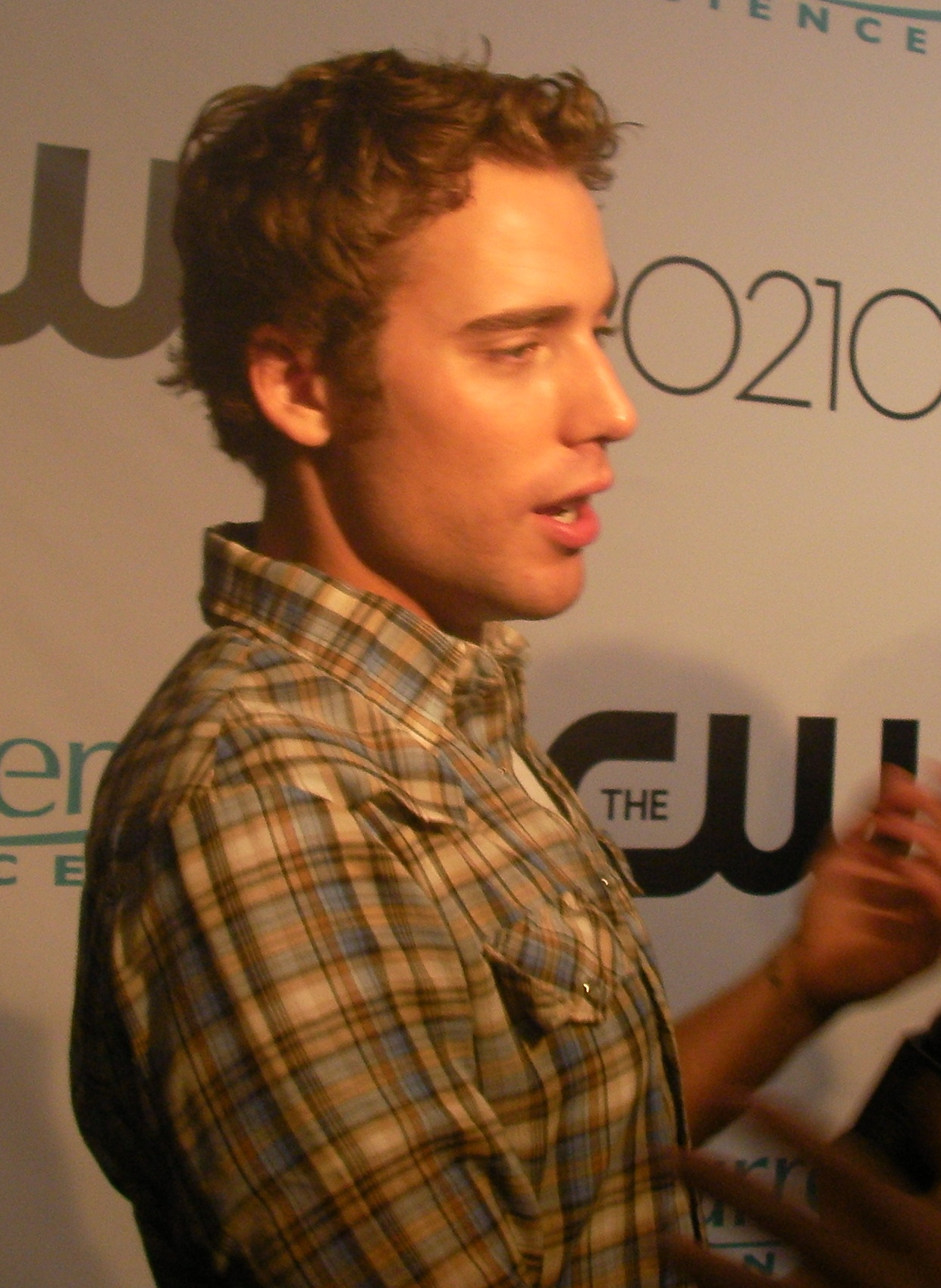
Dustin Milligan

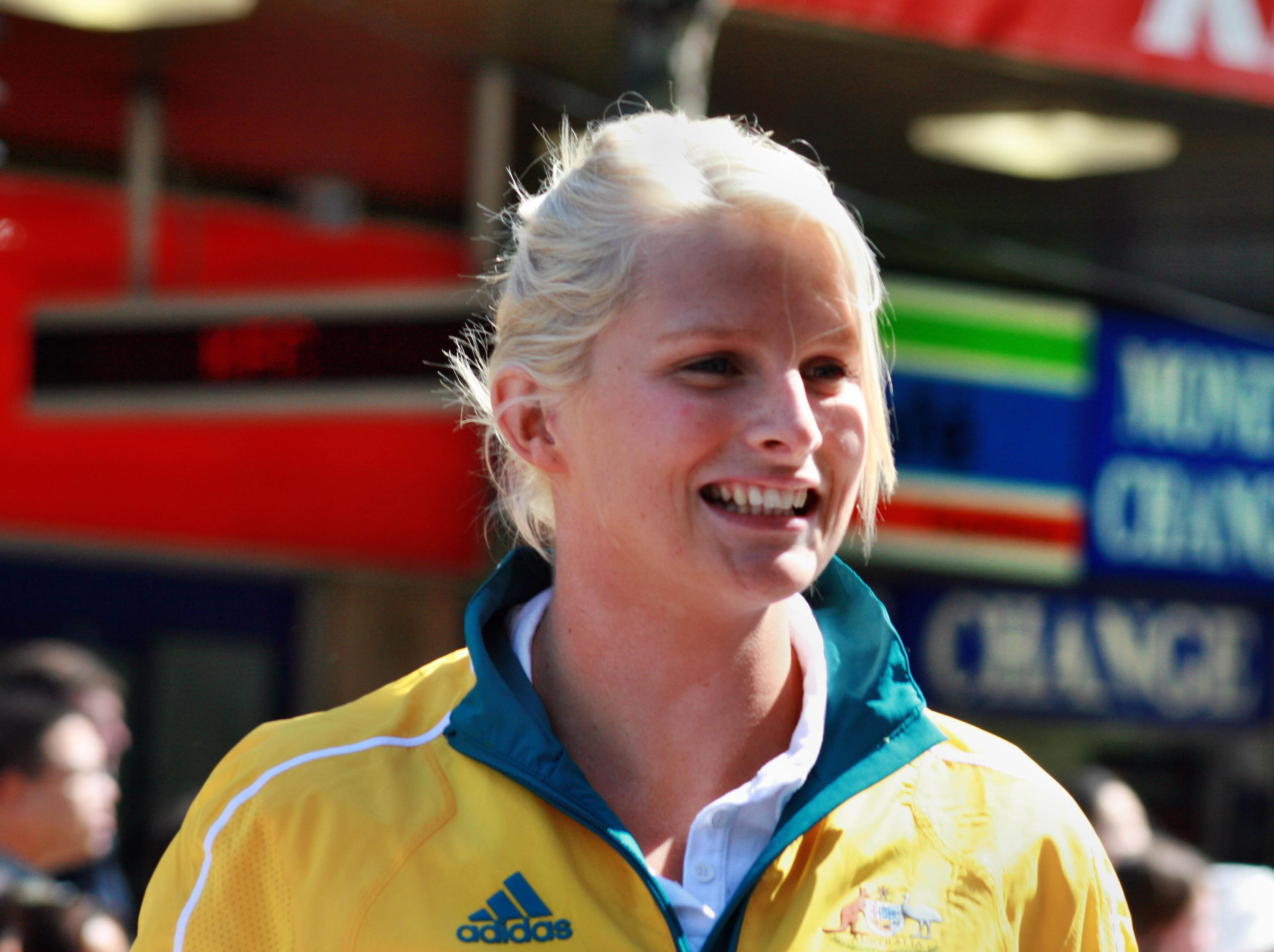
Leisel Jones

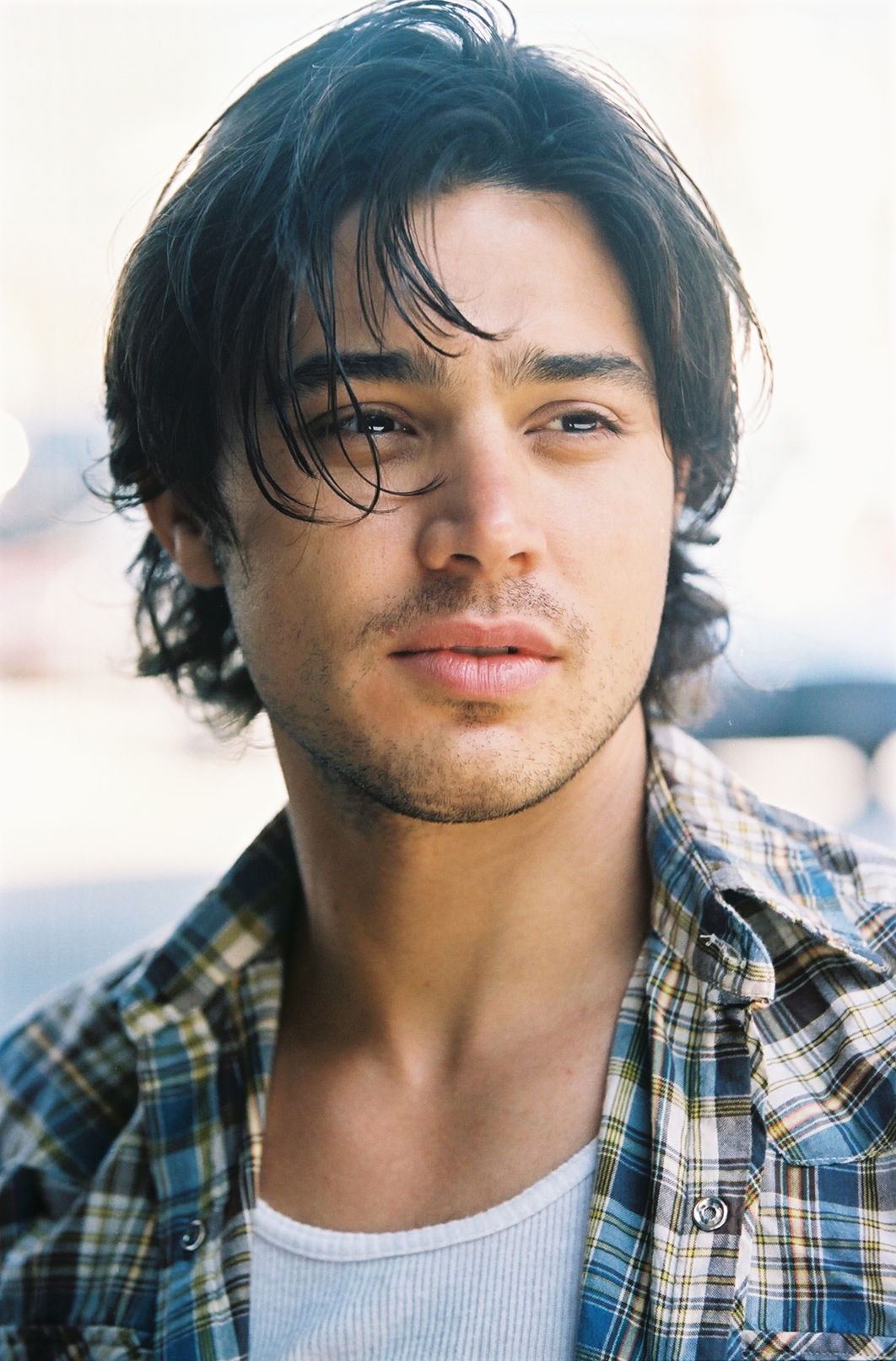
Yani Gellman

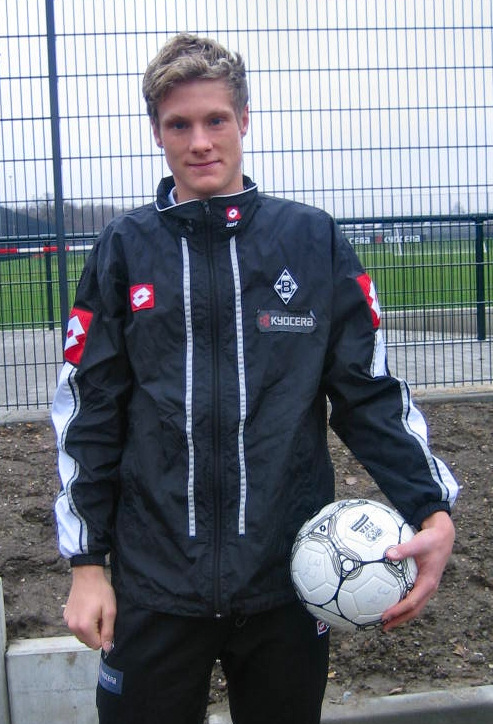
Marcell Jansen

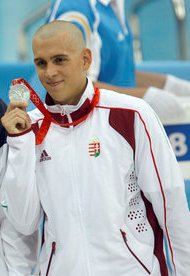
Cseh László

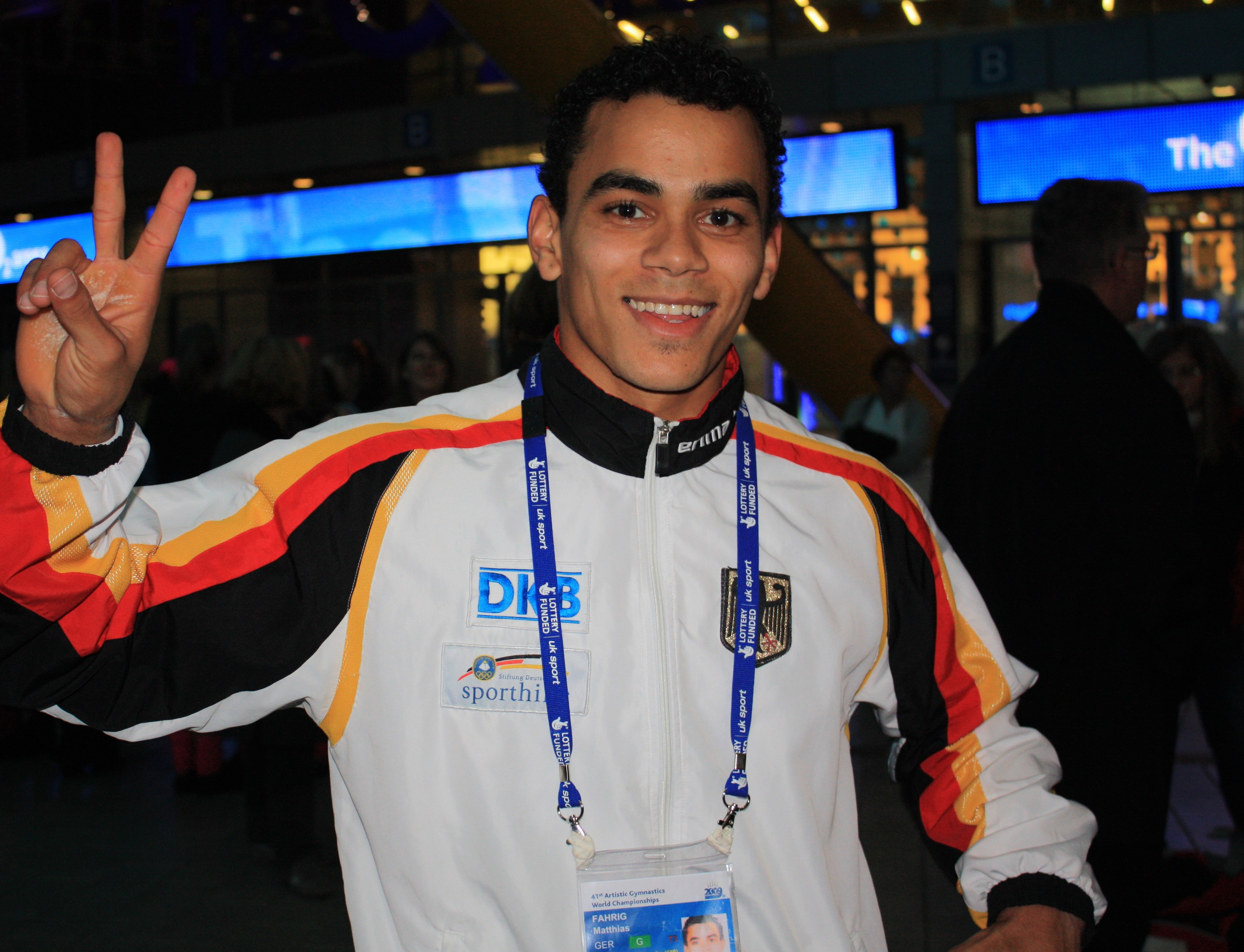
Matthias Fahrig

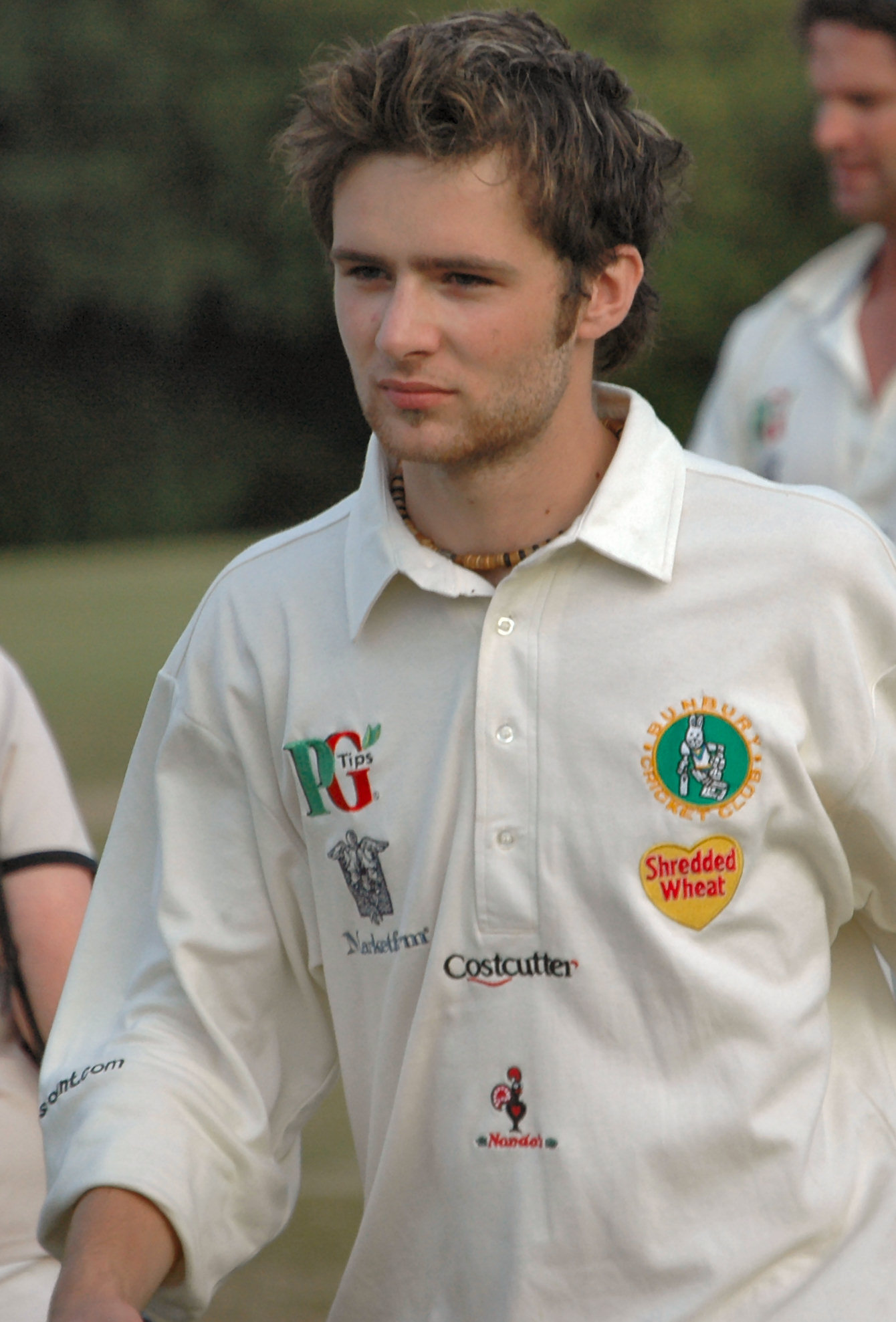
Harry Judd

- január 1. – Steven Davis észak-ír labdarúgó
- január 2. – Teng Haj-pin kínai tornász
- január 4. – Antar Zerguelaine algériai sprinter
- január 7.
  - Lewis Hamilton brit Formula–1-es autóversenyző
  - Bănel Nicoliţă román labdarúgó
- január 10. – Martín Rivas spanyol színész
- január 12. – Ivan San Miguel spanyol tornász
- január 15. – Harri Olli finn síugró
- január 17.
  - Robert Stănescu román tornász
  - Simone Simons holland énekesnő
- január 18. – Ebenezer Ajilore nigériai labdarúgó
- január 19. – Alper Uçar török műkorcsolyázó
- január 25. – Michael Trevino amerikai színész
- január 28. - Kállay-Saunders András amerikai-magyar énekes
- február 1. – Dean Shiels észak-ír labdarúgó
- február 4. – Peter Ash angol színész
- február 5. – Cristiano Ronaldo portugál labdarúgó
- február 7. – Clara Bryant amerikai színésznő
- február 7. – Kiss Ádám magyar humorista
- február 9.
  - Rachel Melvin amerikai színésznő
  - David Gallagher amerikai színész
- február 10. – Anette Sagen norvég síugró
- február 11. – Harris Allan kanadai színész
- február 12. – Mahrez Mebarek algériai úszó
- február 13. – Farkas Györgyi magyar atléta
- február 18. – Lee Boyd Malvo amerikai sorozatgyilkos
- február 19. – Haylie Duff amerikai színésznő és énekes
- február 22. – Zach Roerig amerikai színész
- február 23. – Ephraim Ellis kanadai színész
- február 25. – Adrian Matei román műkorcsolyázó
- február 27. – Abe Asami japán színésznő és énekes
- február 28. – FeFe Dobson kanadai énekes
- március 1. – Mugurel Dedu román focista
- március 2.
  - Reggie Bush amerikai labdarúgó
  - Robert Iler amerikai színész
  - Sáfrán Mihály magyar kenus
  - Tony Jeffries angol ökölvívó
  - Jose Luis Fuentes Bustamante venezuelai tornász
- március 3. – Tóth Vera énekesnő
- március 5. – Macujama Kenicsi japán színész
- március 9.
  - Anton Kovalevski ukrán műkorcsolyázó
  - Rudolf Gergely magyar labdarúgó
- március 13. – Emile Hirsch amerikai színész
- március 14. – Madarassy Ádám magyar úszó
- március 15. – Antti Autti finn hódeszkás
- március 17. – Tuğba Karademir török műkorcsolyázó
- március 18.
  - André Kaminski német színész
  - Berki Krisztián magyar tornász
- március 20. – Antal Gergely magyar sakkozó, nemzetközi nagymester
- március 22.
  - Anja Carman szlovén úszónő
  - Jakob Diemer Fuglsang dán kerékpározó
- március 24.
  - Valentin Preda román úszó
  - Haruka Ayase japán színésznő és modell
  - Jen Ming-jung kínai tornász
- március 25. – Ken Takakuwa japán úszó
- március 26.
  - Matt Grevers amerikai úszó
  - Keira Knightley angol színésznő
- március 28. – Stanislas Wawrinka svájci teniszező
- március 29. – Adam Wong kanadai tornász
- április 1.
  - Beth Tweddle angol tornász
  - Samil Burzijev orosz labdarúgó († 2010)
- április 2. – Stéphane Lambiel svájci műkorcsolyázó
- április 3.
  - Jari-Matti Latvala finn raliversenyző
  - Osmai Acosta Duarte kubai ökölvívó
- április 4. – Giedo van der Garde holland autóversenyző
- április 6. – Sergei Kotov izraeli műkorcsolyázó
- április 7. – Milan Mirkovic szerb kézilabdázó, az MKB Veszprém KC játékosa
- április 8. – Kiss Boldizsár magyar úszó
- április 10.
  - Igor Macypura szlovén műkorcsolyázó
  - Dion Phaneuf kanadai jégkorongozó
- április 11. – Ignácz Zoltán magyar labdarúgó
- április 14. – Christoph Leitgeb osztrák focista
- április 16.
  - Danny Pinheiro Rodrigues francia tornász
  - Benjamín Rojas argentin színész
- április 17. – Luke Michell amerikai színész
- április 19. – Dancs Roland magyar labdarúgó
- április 20.
  - Pavo Marković horvát vízilabdázó
  - Zana Norbert magyar labdarúgó
- április 30. – Gal Gadot, izraeli származású modell és színésznő
- május 2.
  - Sarah Hughes amerikai műkorcsolyázó
  - Alekszandr Szaidgerejevics Galimov orosz jégkorongozó († 2011)
- május 4. – Lily Allen angol énekesnő
- május 6. – Szalontai István magyar tornász
- május 7.
  - Liam Tancock angol úszó
  - Jakob Schioett Andkjaer dán úszó
- május 15.
  - Daniele Galloppa olasz labdarúgó
  - Jevgenyij Rizskov kazak úszó
- május 16. – Kazi Tamás magyar középtávfutó
- május 18. - Sin Oliver magyar festő
- május 21.
  - Kocsis Tamás magyar kosárlabdázó
  - Alexander Dale Oen norvég úszó († 2012)
  - Mark Cavendish brit profi kerékpáros
- május 24. – Granát Balázs labdarúgó
- június 4. – Lukas Podolski német válogatott labdarúgó
- június 6.	– Fekecs Norbert magyar jégkorongozó
- június 8. – Alexandre Despatie kanadai műugró
- június 11. – Oksana Serikova ukrán úszónő
- június 12. – Nathan Gafuik kanadai tornász
- június 17. – Márkosz Pagdatísz ciprusi teniszező
- június 22. – Douglas Smith amerikai színész
- június 26. – Urgyen Trinley Dorje tibeti buddhista szellemi vezető
- június 27.
  - Szvetlana Alekszandrovna Kuznyecova orosz teniszező
  - Nico Rosberg német autóversenyző
- június 28. – Phillip Bardsley angol focista
- június 30. – Michael Phelps amerikai úszó
- július 2. – Ashley Tisdale amerikai színésznő
- július 5. – Nick O'Malley, az Arctic Monkeys basszusgitárosa
- július 8. – Triin Aljand észt úszónő
- július 8. – Jamie Cook, az Arctic Monkeys gitárosa
- július 9.
  - Pawel Korzeniowski lengyel úszó
  - Tóth Ádám jégtáncos
- július 10. – Lucimara Silva brazil atléta
- július 11. – Alessandro Terrin olasz úszó
- július 16. – Szalay Csongor magyar szinkronszínész, énekes/gitáros
- július 19. – Csikós Sándor magyar labdarúgó
- július 20. – Daniel Grueso kolumbiai atléta
- július 24. – Teagan Presley amerikai színésznő
- július 25.
  - Nelson Angelo Piquet Formula–1-es versenyző, a világbajnok Nelson Piquet fia.
  - James Lafferty amerikai színész és atléta
- július 26. – Andrei Griazev orosz műkorcsolyázó
- július 27. – Mohammad Alirezaei iráni úszó
- július 28.
  - Anton Golocuckov orosz tornász
  - Dustin Milligan kanadai színész
- július 29. – Fodor Zoltán magyar birkózó
- július 31. – Czingli László magyar tornász
- augusztus 1.
  - Ranga Péter magyar autóversenyző
  - Lilian Cole nigériai labdarúgó
- augusztus 3. – Ruben D. Limardo Gascon venezuelai kardvívó
- augusztus 5. – Nikša Dobud horvát vízilabdázó
- augusztus 6.
  - Garrett Weber-Gale amerikai úszó
  - Rudolf Roland magyar úszó
- augusztus 13. – Olubayo Adefemi nigériai labdarúgó
- augusztus 16. – Paolo Bacchini olasz műkorcsolyázó
- augusztus 21. – Nicolás Almagro spanyol teniszező
- augusztus 30.
  - Cosmin Giura román labdarúgó
  - Leisel Jones ausztrál úszónő
  - Eamon Sullivan ausztrál úszó
- szeptember 2. – Yani Gellman amerikai színész
- szeptember 9. – Luka Modrić horvát labdarúgó
- szeptember 12.
  - Sascha Klein, német műugró
  - Javier Illana, spanyol műugró
- szeptember 14. – Aya Ueto, japán színésznő
- szeptember 17.
  - Tomáš Berdych, cseh teniszező
  - Alekszandr Ovecskin, orosz jégkorongozó
  - Shericka Williams, jamaicai atléta
- szeptember 20. – Alban Préaubert, francia műkorcsolyázó
- szeptember 22. - Jerma985, amerikai livestreamer, youtuber, szinkronszínész
- szeptember 26.
  - Freud Gábor magyar labdarúgó
  - Baksay-Szabó Ádám, magyar autóversenyző
  - Fabio Cerutti, olasz sprinter
- szeptember 28. – Dányi Róbert, magyar jégkorongozó
- szeptember 30. – Hetrovics Marcell, magyar tornász
- október 7. – Jana Khokhlova, orosz jégtáncosnő
- október 8. – Bruno Mars, amerikai énekes
- október 10. – Kyle Switzer, kanadai színész
- október 11. – Michelle Trachtenberg, amerikai színésznő († 2025)
- október 12. – Darázs Péter, magyar gyorskorcsolyázó
- október 14. – Daniel Clark, amerikai színész
- október 16. – Carlos Morais, angolai kosárlabdázó
- október 21. – Moritz Oeler, német vízilabdázó
- október 22. – Zachary Hanson, amerikai zenész
- október 23. – Lóránt Péter, magyar kosárlabdázó
- október 24. – Wayne Rooney, angol labdarúgó
- október 25. – Ciara, amerikai énekes
- november 4. – Marcell Jansen, német labdarúgó
- november 8. – Jack Osbourne, angol színész
- november 14. – Wang Feng, kínai kenus
- november 17. – Alekszej Ignatovics, belorusz tornász
- november 18.
  - Rex Goudie, kanadai énekes
  - Tim Sheehy amerikai politikus, katona, üzletember
- november 20. – Dan Byrd, amerikai színész
- november 28.
  - Andreas Aren svéd síugró
  - Rúzsa Magdolna vajdasági magyar énekesnő
- november 30. – Kaley Cuoco, amerikai színésznő
- december 1. – Vitézy Dávid közgazdász, közlekedési és városmobilitási szakértő, korábbi közlekedési államtitkár, a Budapesti Közlekedési Központ első vezérigazgatója
- december 2. – Amaury Leveaux, francia úszó
- december 3.
  - Cseh László, úszó
  - Amanda Seyfried, amerikai színésznő
- december 5. – Frankie Muniz, amerikai színész
- december 10. – Raven Symone, amerikai színésznő
- december 11. – Anasztászija Pozdnyakova, orosz műugró
- december 12. – Adam Plutecki, lengyel úszó
- december 13. – Laurence Leboeuf, kanadai színésznő
- december 14. – Jevgenyij Lagunov, orosz úszó
- december 15. – Matthias Fahrig, német tornász
- december 23. – Harry Judd, angol dobos
- december 27. – Logan Bailly, belga labdarúgó
- december 30. – Takács Krisztián, magyar úszó
- december 31.
  - Aljakszandra Viktaravna Heraszimenya, fehérorosz úszónő
  - Jonathan Horton, amerikai tornász

## Halálozások
- január 4. – Sir Brian Horrocks brit generális (* 1895)
- január 24. – Faragó György magyar jogász, belügyi államtitkár (* 1902)
- január 30. – Szeder János gépészmérnök, sportvezető, országgyűlési képviselő (* 1896)
- február 26. –  Richter Richárd bűnöző (* 1956)
- március 3. – Koltay-Kastner Jenő irodalomtörténész, filológus, történész, az MTA tagja, a magyar italianisztika jeles alakja (* 1892)
- március 10. – Konsztantyin Csernyenko szovjet politikus (* 1911)
- március 12. – Ormándy Jenő (Eugene Ormándy) magyar származású amerikai karmester (* 1899)
- március 19. – Berend József magyar agrárközgazdász, egyetemi tanár (* 1903)
- március 28. – Marc Chagall orosz származású festő (* 1887)
- április 5. – Varjas Béla irodalomtörténész, könyvtáros, az Országos Széchényi Könyvtár vezetője 1948 és 1957 között (* 1911)
- április 8. – J. Fred Coots amerikai dalszövegíró (* 1897)
- április 11. – Enver Hoxha albán diktátor (* 1908)
- április 12. – Mijagucsi Szeidzsi japán színész (* 1913)
- április 24. – Szergej Jutkevics szovjet filmrendező (* 1904)
- április 30. – Török Sándor író (* 1904)
- május 5. – Sir Donald Bailey brit mérnök (* 1901)
- május 7.
  - Adam Bahdaj lengyel író, költő, magyar műfordító (* 1918)
  - Hellenbach Gottfried magyar földbirtokos, jogi doktor, országgyűlési képviselő (* 1892)
- május 8. – Theodore Sturgeon amerikai író (* 1918)
- május 9. – Edmond O'Brien amerikai színész (* 1915)
- május 10. – Chester Gould amerikai karikaturista (* 1900)
- május 12. – Jean Dubuffet francia festőművész (* 1901)
- május 16. – Antos Kálmán zeneszerző, egyházkarnagy, orgonista, zenepedagógus (* 1902)
- május 16. – Margaret Hamilton amerikai színésznő (* 1902)
- május 17. – Abe Burrows amerikai dalszövegíró, zeneszerző, író (* 1910)
- május 22. – Vaszary Gábor író, újságíró (* 1897)
- május 25. – Fábián Gyula magyar zoológus, kísérleti régész, egyetemi tanár (* 1915)
- május 30. – Lipták Gábor magyar író, újságíró, kultúrtörténész (* 1912)
- június 15. – Andy Stanfield amerikai atléta (* 1927)
- június 19. – Gedő Ilka festő, grafikus (* 1921)
- június 24. – Forgó László Kossuth-díjas magyar gépészmérnök, feltaláló, az MTA tagja (* 1907)
- július 2. – David Purley brit autóversenyző (* 1945)
- július 7. – Harag György erdélyi magyar rendező, színész (* 1925)
- július 9. – Jimmy Kinnon, az Anonim Kábítószeresek skóciai alapítója (* 1911)
- július 16. – Heinrich Böll német író, Nobel-díjas (* 1917)
- július 19. – Janusz A. Zajdel lengyel író (* 1938)
- július 23. – Petri Gábor orvos, sebész, az MTA tagja (* 1914)
- július 27. – Bárczay János magyar földbirtokos, szolgabíró, gazdasági főtanácsos, országgyűlési képviselő (* 1900)
- július 30. – Kálnoky László költő, műfordító (* 1912)
- augusztus 11. – Drapál János motorkerékpár-versenyző (* 1948)
- augusztus 12. – Manfred Winkelhock német autóversenyző (* 1951)
- augusztus 25. – Samantha Reed Smith amerikai aktivista (* 1972)
- augusztus 31. – Frank Macfarlane Burnet ausztrál biológus Nobel-díjas (* 1899)
- szeptember 6. – Little Brother Montgomery amerikai zenész (* 1906)
- szeptember 7. – Pólya György matematikus (* 1887)
- szeptember 7. – Rodney Robert Porter angol biokémikus, Nobel-díjas (* 1917)
- szeptember 8. – Ambrózi Jenő súlyemelő, edző (* 1918)
- szeptember 8. – John Franklin Enders amerikai tudós, Nobel-díjas (* 1887)
- szeptember 9. – Paul Flory amerikai kémikus, Kémiai Nobel-díjas (* 1910)
- szeptember 11. – William Alwyn angol zeneszerző (* 1905)
- szeptember 19. – Italo Calvino olasz író (* 1923)
- szeptember 28. – André Kertész magyar származású fotóművész (* 1894)
- október 2. – Rock Hudson amerikai színész (* 1925)
- október 2. – George Savalas görög származású amerikai színész, Telly Savalas testvére (* 1924)
- október 6. – Nelson Riddle amerikai zenekarvezető (* 1921)
- október 10. – Yul Brynner amerikai színész (* 1915)
- október 10. – Orson Welles amerikai filmrendező és színművész (* 1915)
- október 22. – Thomas Townsend Brown amerikai tudós (* 1905)
- október 31. – Poul Reichhardt dán színész (* 1913)
- november 6. – Csapody Vera magyar festőművész, botanikus (* 1890)
- november 9. – Koffán Károly magyar grafikus, ornitológus, művészpedagógus, érdemes művész (* 1909)
- november 10. – Bertalan Vilmos Munkácsy Mihály-díjas művészettörténész, muzeológus (* 1911)
- november 24. – Big Joe Turner amerikai blues énekes (* 1911)
- november 24. – Bíró László József a golyóstoll feltalálója (* 1899)
- november 27. – András Sándor magyar főtiszt, a Hadiakadémia parancsnoka (1944) (* 1899)
- december 7. – Robert Graves angol író (* 1895)
- december 15. – Oláh István honvédelmi miniszter (* 1926)
- december 23. – Ferhat Abbas algériai nacionalista (* 1899)
- december 24. – Robert Lincoln Beckwith, Abraham Lincoln elnök utolsó közvetlen leszármazottja (* 1904)
- december 27. – Dian Fossey amerikai biológus (* 1932)
- december 31. – Ricky Nelson amerikai énekes és színész (* 1940)

## Nobel-díjak
| Fizikai            | Klaus von Klitzing                                   |
| Kémiai             | Herbert Hauptman, Jerome Karle                       |
| Orvosi-fiziológiai | Michael Stuart Brown, Joseph L. Goldstein            |
| Irodalmi           | Claude Simon                                         |
| Béke               | Orvosok az Atomháború Megelőzéséért Mozgalom, Boston |
| Közgazdasági       | Franco Modigliani                                    |